# Kalabancoro
Kalabancoro (bambara: Kalaban Koro) – miasto w południowo-zachodnim Mali, w regionie Koulikoro. Leży na południowym brzegu rzeki Niger, około 155 tys. mieszkańców. Trzecie co do wielkości miasto kraju. Gmina o tej samej nazwie stała się częścią przedmieść Bamako, stolicy Mali. Gmina rozwija się bardzo dynamicznie.